# Piper galeatum
Piper galeatum är en pepparväxtart som beskrevs av C. Dc.. Piper galeatum ingår i släktet Piper och familjen pepparväxter. Inga underarter finns listade i Catalogue of Life.